# Lijst van voetbalinterlands Burkina Faso - Nigeria
Deze lijst van voetbalinterlands is een overzicht van alle officiële voetbalwedstrijden tussen de nationale teams van Burkina Faso (dat tussen 1960 en 1984 Opper-Volta heette) en Nigeria. De landen speelden tot op heden vijftien keer tegen elkaar. De eerste ontmoeting was een kwalificatiewedstrijd voor de Afrikaanse Spelen 1965 op 29 december 1964 in Lagos. Het laatste duel, een kwalificatiewedstrijd voor het African Championship of Nations 2016, werd gespeeld in Ouagadougou op 25 oktober 2015.

## Wedstrijden
| №  | Plaats        | Datum             | Competitie                                        | Wedstrijd              | Uitslag |
| -- | ------------- | ----------------- | ------------------------------------------------- | ---------------------- | ------- |
| 1  | Lagos         | 29 december 1964  | Afrikaanse Spelen 1965 kwalificatie               | Nigeria − Opper-Volta  | 6 − 1   |
| 2  | Lagos         | 27 november 1971  | Vriendschappelijk                                 | Nigeria − Opper-Volta  | 4 − 0   |
| 3  | Ouagadougou   | 9 januari 1972    | Vriendschappelijk                                 | Opper-Volta − Nigeria  | 3 − 3   |
| 4  | Accra         | 5 maart 1978      | Afrika Cup 1978                                   | Nigeria − Opper-Volta  | 4 − 2   |
| 5  | Lagos         | 18 juli 1981      | Vriendschappelijk                                 | Nigeria − Opper-Volta  | 1 − 0   |
| 6  | Ouagadougou   | 13 januari 1991   | Afrika Cup 1992 kwalificatie                      | Burkina Faso − Nigeria | 1 − 1   |
| 7  | Lagos         | 27 juli 1991      | Afrika Cup 1992 kwalificatie                      | Nigeria − Burkina Faso | 7 − 1   |
| 8  | Lagos         | 9 november 1996   | WK 1998 kwalificatie                              | Nigeria − Burkina Faso | 2 − 0   |
| 9  | Ouagadougou   | 27 april 1997     | WK 1998 kwalificatie                              | Burkina Faso − Nigeria | 1 − 2   |
| 10 | Ouagadougou   | 4 oktober 1998    | Afrika Cup 2000 kwalificatie                      | Burkina Faso − Nigeria | 0 − 0   |
| 11 | Nelspruit     | 21 januari 2013   | Afrika Cup 2013                                   | Nigeria − Burkina Faso | 1 − 1   |
| 12 | Johannesburg  | 10 februari 2013  | Afrika Cup 2013                                   | Nigeria − Burkina Faso | 1 − 0   |
| 13 | Kaduna        | 10 september 2013 | Vriendschappelijk                                 | Nigeria − Burkina Faso | 4 − 1   |
| 14 | Port Harcourt | 17 oktober 2015   | African Championship of Nations 2016 kwalificatie | Nigeria − Burkina Faso | 2 − 0   |
| 15 | Ouagadougou   | 25 oktober 2015   | African Championship of Nations 2016 kwalificatie | Burkina Faso − Nigeria | 0 − 0   |

## Samenvatting
| Competitie                                   | Totaal gespeeld | Winst Burkina Faso | Gelijk | Winst Nigeria | Doelsaldo Burkina Faso – Nigeria |
| -------------------------------------------- | --------------- | ------------------ | ------ | ------------- | -------------------------------- |
| WK-kwalificatie                              | 2               | 0                  | 0      | 2             | 1 − 4                            |
| Afrika Cup                                   | 3               | 0                  | 1      | 2             | 3 − 6                            |
| Afrika Cup-kwalificatie                      | 3               | 0                  | 2      | 1             | 2 − 8                            |
| African Championship of Nations-kwalificatie | 2               | 0                  | 1      | 1             | 0 − 2                            |
| Afrikaanse Spelen kwalificatie               | 1               | 0                  | 0      | 1             | 1 − 6                            |
| Vriendschappelijk                            | 4               | 0                  | 1      | 3             | 4 − 12                           |
| Totaal                                       | 15              | 0                  | 5      | 10            | 11 − 38                          |

Wedstrijden bepaald door strafschoppen worden, in lijn met de FIFA, als een gelijkspel gerekend.

## Details

### Elfde ontmoeting
| Afrika Cup 2013 (Nelspruit, Zuid-Afrika, 21 januari 2013): |       |                    |
| Nigeria                                                    | 1 – 1 | Burkina Faso       |
| Emmanuel Emenike 23'                                       | goals | 90+4' Alain Traoré |

### Twaalfde ontmoeting
| Finale Afrika Cup 2013 (Johannesburg, Zuid-Afrika, 10 februari 2013): |       |              |
| Nigeria                                                               | 1 – 0 | Burkina Faso |
| Sunday Mba 40'                                                        | goals |              |

### Veertiende ontmoeting
| African Championship of Nations 2016 kwalificatie (Port Harcourt, Nigeria, 17 oktober 2015): |       |              |
| Nigeria                                                                                      | 2 – 0 | Burkina Faso |
| Yaro Boture 23' Gbolahan Salami 75'                                                          | goals |              |

### Vijftiende ontmoeting
| African Championship of Nations 2016 kwalificatie (Ouagadougou, Burkina Faso, 25 oktober 2015): |       |         |
| Burkina Faso                                                                                    | 0 – 0 | Nigeria |
|                                                                                                 | goals |         |